# Juan Diego González Alzate
Juan Diego González Alzate (Medellín, 22 de septiembre de 1980-Copacabana, 27 de febrero de 2020) fue un futbolista colombiano.

## Carrera
González comenzó su carrera en las divisiones juveniles de Envigado. Más adelante se trasladó a Argentina, uniéndose al club Almagro en el 2000. En 2001 se unió a San Lorenzo y ayudó al equipo a ganar la Copa Mercosur ese mismo año. Después de una breve estancia en San Lorenzo, regresó a Colombia y a su club original, el Envigado.
Las siguientes temporadas jugó en varios clubes colombianos antes de unirse al equipo mexicano Santos Laguna durante un breve período en 2006. La siguiente temporada regresó a Colombia y se unió a Once Caldas. En 2007 se incorporó a La Equidad y fue un miembro destacado de la plantilla, participando en 56 partidos de liga y ayudando a su club a conquistar la Copa Colombia en 2008. El 5 de agosto de 2010 firmó con el Philadelphia Union, permaneciendo un año allí.

## Fallecimiento
El cuerpo del jugador fue encontrado desmembrado en una bolsa cerca del río Medellín, el jueves 27 de febrero de 2020, a 18 kilómetros de la capital de Antioquia, en el municipio de Copacabana, Antioquia. Las causas del crimen están sujetas a investigación de las autoridades pertinentes.

## Clubes
| Club                   | País           | Año       | Partidos |
| ---------------------- | -------------- | --------- | -------- |
| Envigado FC            | Colombia       | 1997-1998 |          |
| Independiente Medellín | Colombia       | 1999-2000 |          |
| San Lorenzo            | Argentina      | 2001      |          |
| Envigado FC            | Colombia       | 2002      |          |
| Santa Fe               | Colombia       | 2003-2004 |          |
| Independiente Medellín | Colombia       | 2005      |          |
| Once Caldas            | Colombia       | 2005      |          |
| Santos Laguna          | México         | 2006      |          |
| Once Caldas            | Colombia       | 2006-2007 |          |
| Equidad Seguros        | Colombia       | 2007-2010 |          |
| Deportivo Pereira      | Colombia       | 2010      |          |
| Philadelphia Union     | Estados Unidos | 2010-2011 |          |

## Palmarés

### Clubes
San Lorenzo
- Copa Mercosur (2001)

La Equidad
- Copa Colombia (2008)